# Stanisław Roman Czaplicki
Stanisław Roman Bronisław Czaplicki (ur. 3 września 1881 lub 1883 w Chorostkowie, zm. 22 lutego 1957 w Opolu) – polski architekt, scenograf i architekt wnętrz.
Ukończył studia na wydziale architektury Politechniki Lwowskiej, naukę kontynuował na Uniwersytecie Jagiellońskim i w Akademii Sztuk Pięknych w Krakowie. Jego wykładowcami był m.in. Józef Mehoffer, Jan Stanisławski, Konstanty Laszczka i Józef Pankiewicz. W 1909 wyjechał kontynuować naukę we Włoszech, a po roku przeniósł się do Paryża, gdzie stażował m.in. w malarni Folies Bergère. W 1914 powrócił do kraju i wstąpił do Związku Strzeleckiego, a następnie do 4 kompanii III baonu 1 Pułku Piechoty Legionów Polskich. Dwa lata później został przeniesiony do Centralnego Biura Wydawnictw Naczelnego Komitetu Narodowego, a następnie przeniesiony do rezerwy. Na krótko zamieszkał w Krośnie, skąd przeniósł się do Krakowa, gdzie znalazł zatrudnienie w malarni Teatru im. Juliusza Słowackiego w Krakowie. Trzy lata powierzono mu stanowisko głównego dekoratora i inspektora krakowskiego Teatru Bagatela, skąd w 1921 przeniósł się do Teatru Miejskiego w Bydgoszczy, a od 1925 równolegle w Teatrze Miejskim w Toruniu. Praca ta trwała do 1929, w 1934 pracował w warszawskim Teatrze Domu Żołnierza, a rok później został projektantem i wykonawcą scenografii w Teatrze Miejskim w Częstochowie. Czas II wojny światowej spędził w Klimkówce, gdzie przygotowywał w konspiracji przedstawienia teatralne. W 1947 został zaangażowany do nadzorowania przebudowy teatru w Bolesławcu, a następnie pracował jako scenograf w Teatrze Miejskim w Legnicy. W 1949 przeszedł na emeryturę.